# Филип I фон Лайнинген-Вестербург
Филип I фон Лайнинген-Вестербург (на немски: Philipp I von Leiningen-Westerburg; * 10 ноември 1527; † 17 септември 1597) е граф на Лайнинген-Вестербург.
Той е най-възрастният син на граф Куно II фон Лайнинген-Вестербург (1487 – 1547) и съпругата му Мария фон Щолберг-Вернигероде (1507 – 1571), дъщеря на граф Бото цу Щолберг (1467 – 1538) и графиня Анна фон Епщайн-Кьонигщайн (1481 – 1538). Братята му са Райнхард II (1530 – 1584), Куно (* 1532), каноник в Кьолн, Георг I фон Лайнинген-Вестербург (1533 – 1586), и Хайнрих (1537 – 1557), каноник в Страсбург.
Филип I умира на 17 септември 1597 г. на 69 години и е погребан в църквата Св. Якоб в Хьонинген.

## Фамилия
Филип I се жени на 22 ноември 1551 г. в Хайделберг за Амалия фон Цвайбрюкен-Лихтенберг (* 1537; † 11 септември 1577), наследничка на Риксинген, дъщеря на Симон VIII Векер, годподар на Бич-Лихтенберг, и Барбара фон Даун. Те имат децата:
- Йохан Вилхелм (* 1552)
- Йохан Лудвиг (1557 – 1622), граф на Лайнинген-Вестербург, женен на 1 септември 1578 г. за Бернхардина фон Липе (1563 – 1628)
- Куно († 1563)
- Филип († 1567)
- Казимир
- дете

Филип I се жени втори път на 16 февруари 1578 г. за Амалия фон Даун-Фалкенщайн-Райполдскирхен (* 26 септември 1547; † 25 октомври 1608), дъщеря на граф Йохан фон Даун-Фалкенщайн и Урсула фон Салм-Кирбург. Те имат децата:
- Георг
- Симон
- Анастасия
- Амалия
- Урсула
- Анна, монахиня